# Trattato di Arras (1482)
     Asburgo (inclusa la parte colorata a tratteggio, inizialmente attribuita e occupata dalla Francia e poi restituita)
     Francia
     Engilberto di Clèves, conte di Nevers (vassallo sia del Re di Francia per il Nevers, che dell'Imperatore per Clèves

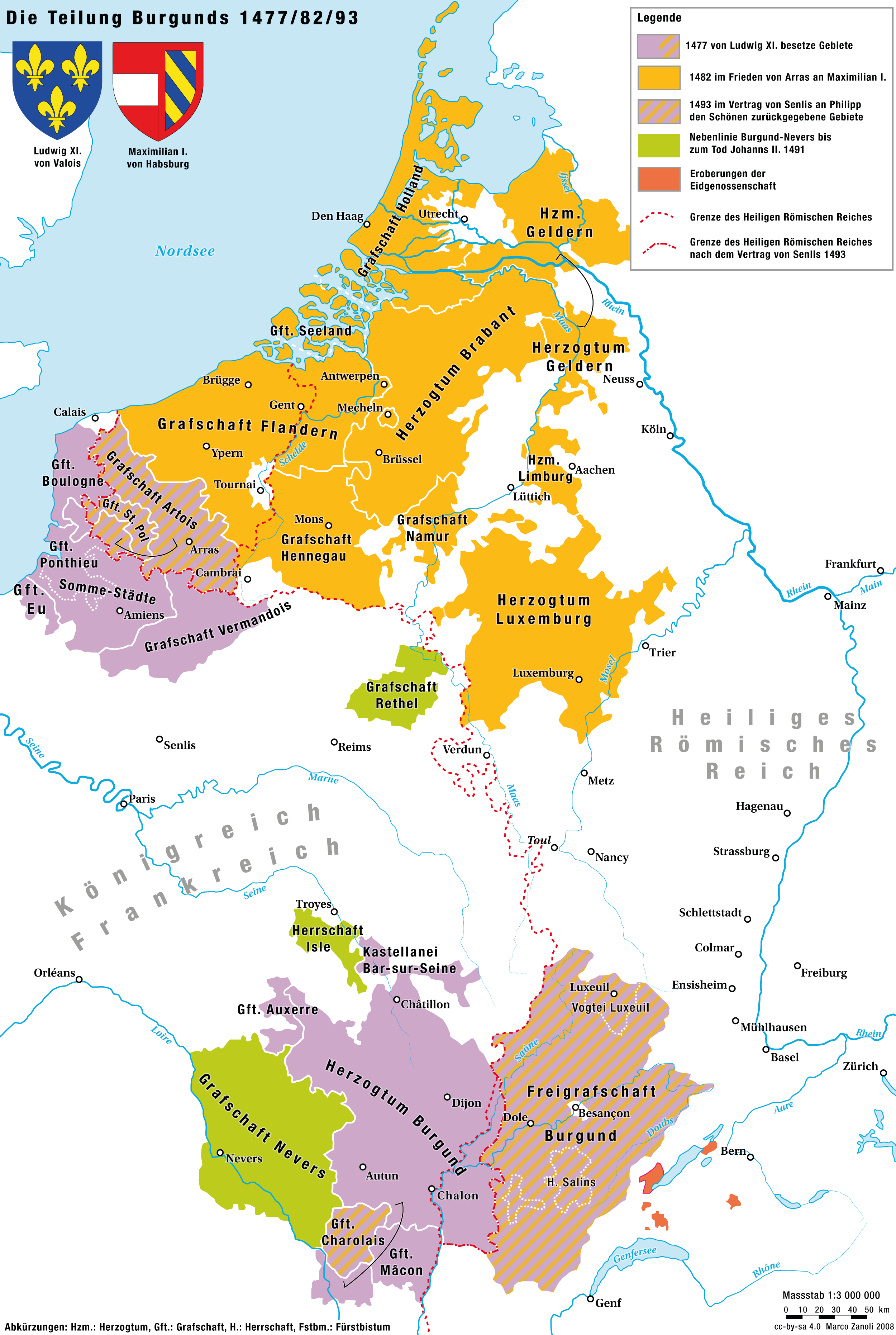
Spartizione degli stati borgognoni nei trattati di Arras del 1482 e di Senlis del 1493
Asburgo (inclusa la parte colorata a tratteggio, inizialmente attribuita e occupata dalla Francia e poi restituita)
Francia
Engilberto di Clèves, conte di Nevers (vassallo sia del Re di Francia per il Nevers, che dell'Imperatore per Clèves

Il trattato di Arras fu stipulato tra il re di Francia Luigi XI e il reggente del Ducato di Borgogna Massimiliano I d'Asburgo, figlio dell'imperatore, Federico III d'Asburgo (1415 - 1493), per porre fine alla guerra tra la Francia e il ducato di Borgogna, appoggiato dall'impero.
Il trattato prevedeva che le Fiandre fiamminghe e vallone ed i Paesi Bassi andassero a Massimiliano, per conto del figlio Filippo, anche se la parte delle Fiandre fino a Gand restava feudo della corona francese e quindi soggetta alla giurisdizione del parlamento di Parigi, il vero e proprio ducato di Borgogna fu annesso ai domini reali francesi così come la contea di Charolais, inoltre Luigi recuperò i territori e le città borgognone sulla Somme, come era prevista nel precedente trattato di Arras, del 1435 e tenne per sé l'Artois e la Franca Contea, come doti della futura nuora, Margherita d'Asburgo, fidanzata al delfino di Francia, Carlo. 
Siccome il fidanzamento tra Carlo e Margherita non andò a buon fine, il successivo trattato di Senlis, del 1493, con una nuova redistribuzione dei territori, chiuse per un certo tempo la questione.